# تيلفورد زيبراس
تيلفورد زيبراس الاسم الكامل: (بالإنجليزية: Hobart Zebras Football Club)‏ هو نادي كرة قدم أسترالي تم إنشاؤه في سنة 1979 الميلادية وشارك في الدوري فيكتوري الأسترالي.